# ميلوس بافلوفيتش
ميلوس بافلوفيتش (27 نوفمبر 1983 ببلغراد في إقليم القائد العسكري في صربيا - ) هو لاعب كرة قدم صربي في مركز الوسط. شارك مع منتخب صربيا تحت 21 سنة لكرة القدم. أما مع النوادي، فقد لعب مع رابيد بوخارست ونادي أكاديميكا كويمبرا ونادي فاسلوي ودوكسا كاتوكوبياس ‏ ونادي فودوفاك ‏ وFK Radnički Beograd ‏.

## وصلات خارجية
- ميلوس بافلوفيتش على موقع قاعدة بيانات كرة القدم.إي يو (الإنجليزية)
- ميلوس بافلوفيتش على موقع Soccerbase.com (لاعب) (الإنجليزية)
- ميلوس بافلوفيتش على موقع Soccerway.com (الإنجليزية)
- ميلوس بافلوفيتش على موقع عالم كرة القدم.نت (الإنجليزية)